# 弗洛里斯 (巴西)
弗洛里斯是巴西伯南布哥州的一个市镇。总面积963.83平方公里，总人口22098人，人口密度22.9人/平方公里。